# 판반산투스
판반산투스(베트남어: Phan Văn Santos, 1977년 9월 30일 ~ )는 브라질 태생의 베트남 축구 선수로, 포지션은 골키퍼이다. 브라질 이름은 파비우 두스 산투스(포르투갈어: Fábio dos Santos)이다.